# Бей (окръг, Мичиган)
Окръг Бей (на английски: Bay County в превод залив) е окръг в щата Мичиган, Съединени американски щати. Площта му е 1634 km², а населението – 110 157 души (2000). Административен център е град Бей Сити.